# Вуяновский, Стефан

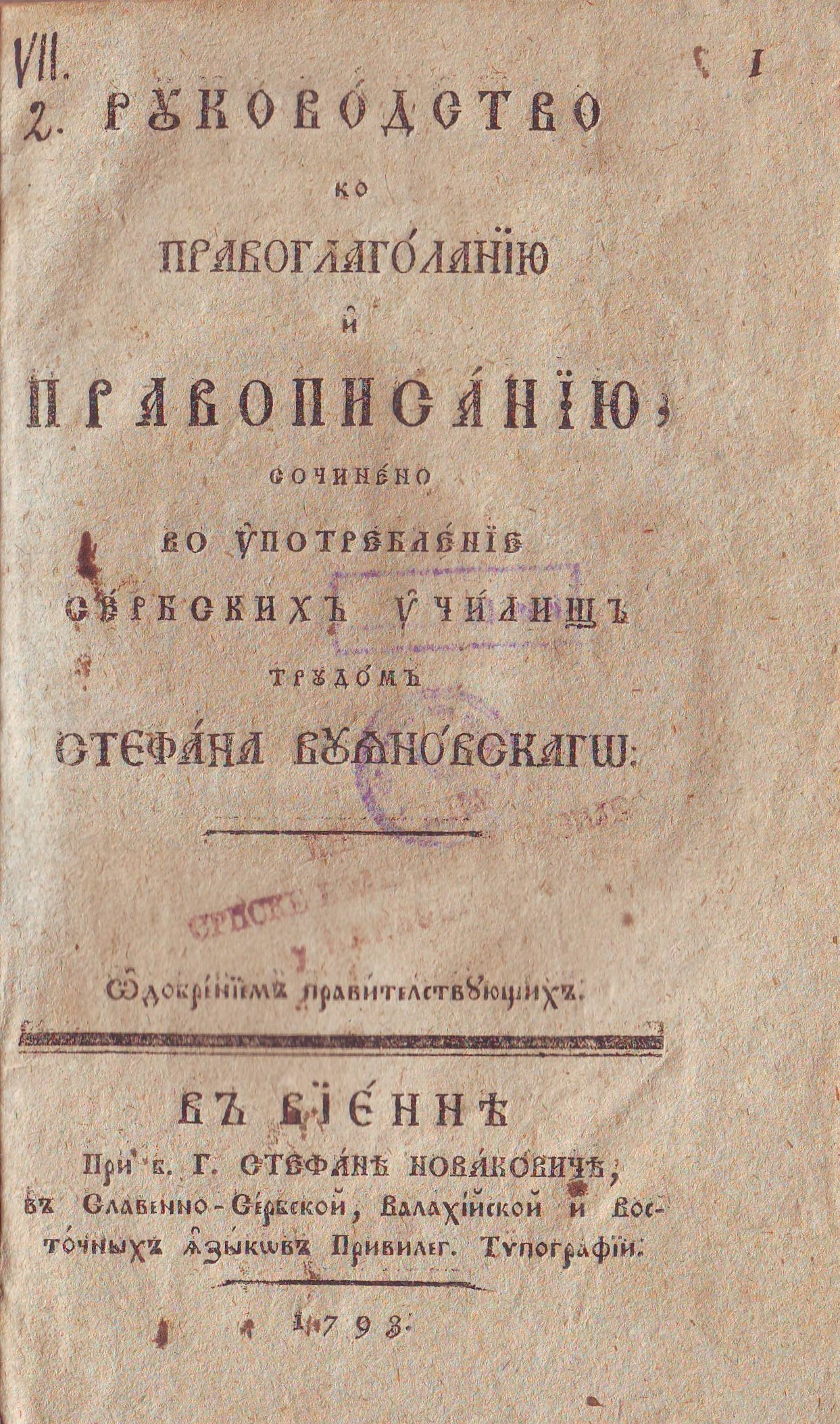
«Грамматика или руководство к правоглаголанию и правописанию». 1793

Стефан Вуяновский (серб. Стефан Вујановски; 1743, Брджаны, Габсбургская монархия (ныне Пожешко-Славонска, Славония, Хорватия) - 19 января 1829, Нови-Сад) — сербский педагог, реформатор образования, автор нескольких учебников. Один из самых образованных людей своего времени. Сотрудничал с другими видными сербскими реформаторами образования, такими как Фёдор Янкович де Мириево, Авраам Мразович, Василий Дамьянович, Урош Несторович и другие.

## Биография
Образование получил в Сремски-Карловци. Ученик Иоанна (Раича). Затем учительствовал. Позже с целью  получить научную подготовку в области образования, продолжил учёбу в протестантском евангелическом лицее в Пре́сбурге ( нане Братислава), изучал философию в Шопронском университете, право в Венском университете.
После окончания университета с целью изучить систему образования за свой счёт отправился  в Германии, Польшу и Россию. Вернулся в Вену, чтобы найти работу в сербско-кириллической придворной типографии. Позже, в 1777 году, был назначен королевским директором греко-восточных нормальных школ в школьном округе Загреба, занимался основанием сербской школы в Среме и Славонии.
Император Священной Римской империи Иосиф II, сам проявлял интерес к основанию и развитию сербской школы. В знак признательности за заслуги Вуяновского в качестве реформатора образования и администратора в 1792 году был возведён во дворянство. Также выступал в качестве судебного заседателя нескольких графствах.

## Деятельность
Известен своим переводом с русского на старославянский язык краткой церковной истории, которую он издал в Вене в 1794 году. Им же создана для употребления в сербских училищах «Грамматика или руководство к правоглаголанию и правописанию», напечатанная тоже в Вене в 1793 году.
Автор пособия по немецкому языку для своих соотечественников: Niemeckaja grammatica и грамматики старославянского языка, справочника по арифметике, который несколько раз переиздавался. Вуяновский использовал популярный труд Мелетия Смотрицкого, как источник для составления грамматики, которую он написал для сербских школ.